# Natação no Campeonato Europeu de Esportes Aquáticos de 2014 - 50 m peito masculino
A prova dos 50 metros peito masculino da natação no Campeonato Europeu de Esportes Aquáticos de 2014 ocorreu nos dias 22 e 23 de agosto em Berlim, na Alemanha. 

## Calendário
| Fase          | Data         | Hora  |
| ------------- | ------------ | ----- |
| Eliminatórias | 22 de agosto | 10:28 |
| Semifinal     | 22 de agosto | 19:27 |
| Final         | 23 de agosto | 17:30 |

Todos os horários estão no horário local (UTC+1)

## Recordes
Antes desta competição, os recordes eram os seguintes:
| Recorde mundial       | Cameron van der Burgh | 26.67 | Roma    | 29 de julho de 2009 |
| Recorde europeu       | Adam Peaty            | 26.78 | Glasgow | 28 de julho de 2014 |
| Recorde do campeonato | Oleg Lisogor          | 27.18 | Berlim  | 2 de agosto de 2002 |

Os seguintes novos recordes foram estabelecidos durante esta competição. 
| Data         | Prova         | Nadadora   | Nacionalidade | Tempo | Recordes              |
| ------------ | ------------- | ---------- | ------------- | ----- | --------------------- |
| 22 de agosto | Eliminatórias | Adam Peaty | Reino Unido   | 26.91 | Recorde do campeonato |
| 22 de agosto | Semifinal     | Adam Peaty | Reino Unido   | 26.62 | ,                     |

## Medalhistas
| Ouro             | Prata                  | Bronze               |
| Adam Peaty (GBR) | Giedrius Titenis (LTU) | Damir Dugonjič (SLO) |

## Resultados

### Eliminatórias
Esses foram os resultados das eliminatórias. 
| Pos. | Bateria | Raia | Nadador               | Nacionalidade        | Tempo | Notas |
| ---- | ------- | ---- | --------------------- | -------------------- | ----- | ----- |
| 1    | 5       | 4    | Adam Peaty            | Reino Unido          | 26.91 | Q,    |
| 2    | 3       | 4    | Čaba Silađi           | Sérvia               | 27.25 | Q     |
| 3    | 3       | 6    | Giacomo Perez-Dortona | França               | 27.39 | Q     |
| 4    | 5       | 5    | Andrea Toniato        | Itália               | 27.44 | Q     |
| 5    | 4       | 4    | Damir Dugonjič        | Eslovênia            | 27.55 | Q     |
| 6    | 4       | 7    | Petr Bartůněk         | Chéquia              | 27.63 | Q     |
| 7    | 3       | 3    | Andrey Nikolaev       | Rússia               | 27.64 | Q     |
| 8    | 3       | 5    | Hendrik Feldwehr      | Alemanha             | 27.66 | Q     |
| 8    | 4       | 3    | Giedrius Titenis      | Lituânia             | 27.66 | Q     |
| 10   | 5       | 3    | Mattia Pesce          | Itália               | 27.74 | Q     |
| 11   | 4       | 2    | Yaron Shagalov        | Israel               | 27.85 | Q     |
| 12   | 5       | 2    | Ioannis Karpouzlis    | Grécia               | 27.88 | Q     |
| 13   | 3       | 7    | Martin Schweizer      | Suíça                | 27.94 | Q     |
| 14   | 5       | 6    | Barry Murphy          | Irlanda              | 28.01 | Q     |
| 15   | 3       | 2    | Martti Aljand         | Estónia              | 28.03 | Q     |
| 16   | 3       | 1    | Matjaž Markič         | Eslovênia            | 28.04 | Q     |
| 17   | 4       | 0    | Dániel Gyurta         | Hungria              | 28.15 |       |
| 18   | 5       | 0    | Tomáš Klobučník       | Eslováquia           | 28.16 |       |
| 19   | 4       | 6    | Eetu Karvonen         | Finlândia            | 28.17 |       |
| 20   | 4       | 1    | Vsevolod Zanko        | Rússia               | 28.18 |       |
| 21   | 5       | 1    | Marek Botík           | Eslováquia           | 28.26 |       |
| 22   | 5       | 7    | Nikolajs Maskalenko   | Letônia              | 28.33 |       |
| 23   | 4       | 8    | Carlos Almeida        | Portugal             | 28.37 |       |
| 24   | 5       | 9    | Grigory Falko         | Rússia               | 28.39 |       |
| 25   | 4       | 9    | Martin Allikvee       | Estónia              | 28.40 |       |
| 26   | 3       | 8    | Matěj Kuchar          | Eslováquia           | 28.41 |       |
| 27   | 2       | 4    | Valeriy Dymo          | Ucrânia              | 28.48 |       |
| 28   | 2       | 7    | Yannick Käser         | Suíça                | 28.49 |       |
| 29   | 1       | 8    | Dmytro Oseledets      | Ucrânia              | 28.58 |       |
| 30   | 2       | 2    | Ari-Pekka Liukkonen   | Finlândia            | 28.61 |       |
| 31   | 2       | 3    | Laurent Carnol        | Luxemburgo           | 28.78 |       |
| 32   | 3       | 9    | Bram Dekker           | Países Baixos        | 28.83 |       |
| 33   | 2       | 6    | Matti Mattsson        | Finlândia            | 28.89 |       |
| 34   | 2       | 5    | Yahav Shahaff         | Israel               | 28.96 |       |
| 35   | 3       | 0    | Filipp Provorkov      | Estónia              | 29.04 |       |
| 36   | 2       | 1    | Nicholas Quinn        | Irlanda              | 29.07 |       |
| 37   | 2       | 0    | Sverre Næss           | Noruega              | 29.18 |       |
| 38   | 2       | 9    | Patrik Schwarzenbach  | Suíça                | 29.31 |       |
| 39   | 1       | 4    | Dan Sweeney           | Irlanda              | 29.49 |       |
| 40   | 1       | 2    | Martin Baďura         | Chéquia              | 29.67 |       |
| 41   | 1       | 5    | Antonin Svěcený       | Chéquia              | 29.68 |       |
| 42   | 1       | 6    | Lefkios Xanthou       | Chipre               | 29.82 |       |
| 43   | 1       | 7    | Dario Tunjić          | Bósnia e Herzegovina | 30.06 |       |
| 44   | 1       | 3    | Heiko Gigler          | Áustria              | 30.08 |       |
| 45   | 1       | 1    | Ensar Hajder          | Bósnia e Herzegovina | 30.10 |       |
| —    | 2       | 8    | Erik Persson          | Suécia               |       | DNS   |
| —    | 4       | 5    | Ross Murdoch          | Reino Unido          |       | DNS   |
| —    | 5       | 8    | Anton Lobanov         | Rússia               |       | DNS   |

### Semifinal
Esses foram os resultados das semifinais. 
Semifinal 1
| Pos. | Raia | Nadador            | Nacionalidade | Tempo | Notas |
| ---- | ---- | ------------------ | ------------- | ----- | ----- |
| 1    | 4    | Čaba Silađi        | Sérvia        | 27.33 | Q     |
| 2    | 5    | Andrea Toniato     | Itália        | 27.60 | Q     |
| 3    | 6    | Hendrik Feldwehr   | Alemanha      | 27.70 | Q     |
| 4    | 2    | Mattia Pesce       | Itália        | 27.78 |       |
| 5    | 1    | Barry Murphy       | Irlanda       | 27.90 |       |
| 6    | 3    | Petr Bartůněk      | Chéquia       | 27.91 |       |
| 7    | 7    | Ioannis Karpouzlis | Grécia        | 28.08 |       |
| 8    | 8    | Matjaž Markič      | Eslovênia     | 28.16 |       |

Semifinal 2
| Pos. | Raia | Nadador               | Nacionalidade | Tempo | Notas |
| ---- | ---- | --------------------- | ------------- | ----- | ----- |
| 1    | 4    | Adam Peaty            | Reino Unido   | 26.62 | Q,    |
| 2    | 2    | Giedrius Titenis      | Lituânia      | 27.39 | Q     |
| 3    | 3    | Damir Dugonjič        | Eslovênia     | 27.40 | Q     |
| 4    | 5    | Giacomo Perez-Dortona | França        | 27.61 | Q     |
| 5    | 6    | Andrey Nikolaev       | Rússia        | 27.68 | Q     |
| 6    | 7    | Yaron Shagalov        | Israel        | 27.83 |       |
| 7    | 1    | Martin Schweizer      | Suíça         | 27.87 |       |
| 8    | 8    | Martti Aljand         | Estónia       | 28.18 |       |

### Final
Esse foi o resultado da final. 
| Pos.              | Raia | Nadador               | Nacionalidade | Tempo | Notas |
| ----------------- | ---- | --------------------- | ------------- | ----- | ----- |
| Medalha de ouro   | 4    | Adam Peaty            | Reino Unido   | 27.00 |       |
| Medalha de prata  | 3    | Giedrius Titenis      | Lituânia      | 27.34 |       |
| Medalha de bronze | 6    | Damir Dugonjič        | Eslovênia     | 27.48 |       |
| 4                 | 5    | Čaba Silađi           | Sérvia        | 27.50 |       |
| 5                 | 1    | Andrey Nikolaev       | Rússia        | 27.53 |       |
| 5                 | 2    | Andrea Toniato        | Itália        | 27.53 |       |
| 7                 | 7    | Giacomo Perez-Dortona | França        | 27.54 |       |
| 8                 | 8    | Hendrik Feldwehr      | Alemanha      | 27.72 |       |

Legenda
| Recorde mundial       | Recorde mundial (World record)               |                       | Recorde africano                      | Recorde africano (African) |                                           | Q | Classificado por posição (Qualified) |
| Recorde do campeonato | Recorde do campeonato (Championship record)  | Recorde da América    | Recorde da América (Americas)         | q                          | Classificado por melhor tempo (Qualified) |   |                                      |
| Melhor marca do ano   | Melhor marca do ano (World leading)          | Recorde asiático      | Recorde asiático (Asian)              | DNS                        | Não largou (Did not start)                |   |                                      |
| Recorde nacional      | Recorde nacional (National record)           | Recorde europeu       | Recorde europeu (European)            | DNF                        | Não terminou (Did not finish)             |   |                                      |
| Recorde pessoal       | Recorde pessoal do atleta (Personal best)    | Recorde da Oceania    | Recorde da Oceania (Oceania)          | DSQ / DQ                   | Desclassificado (Disqualified)            |   |                                      |
| Recorde da temporada  | Recorde da temporada do atleta (Season best) | Recorde sul-americano | Recorde sul-americano (South America) | NM                         | Sem marca (No mark)                       |   |                                      |